# 贵州行政长官列表
下表列出贵州省省长：

## 中華民國

### 军政长官
- 大漢貴州軍政府都督
  - 楊藎誠（趙德全代理）
- 貴州都督府都督
  - 趙德全，唐繼堯
  - 唐繼堯（署）
  - 唐繼堯
- 开武将军 
  - 唐继尧
- 临武将军
  - 龙觐光
- 贵州护军使（1915年加督理军务衔）
  - 刘显世
  - 唐尔锟（署）
- 贵州督军府督军
  - 刘显世
- 黔军总司令
  - 卢焘（代，贵州自主任命）
  - 卢焘（护法军政府任命）
  - 刘显世（未就任）
  - 袁祖铭
- 东南宣抚使→贵州军事善后督办
  - 唐继虞（唐继尧任命）
- 督办贵州军务善后事宜
  - 袁祖铭
  - 王天培
  - 周西成
- 贵州全省清乡司令部总司令（袁祖铭任命）
  - 彭汉章
  - 王天培
  - 周西成

### 民政长官
大汉贵州军政府行政总理
- 周素园

貴州行政公署民政長
- 唐繼堯
- 戴戡

貴州省巡按使公署巡按使
- 戴戡（龍建章署）
- 龍建章
- 劉顯潛（署）

貴州省長公署省長
- 戴戡
- 劉顯世
- 任可澄（公推）
- 王伯群（護法軍政府任命）
- 袁祖銘
- 彭漢章
- 周西成
- 劉顯世（自任）
- 唐繼虞（自任）

貴州省行政委員會委員長
- 劉顯世（自任，袁祖銘任命）
- 盧燾（未就任，丁宜中代）

## 中華民國
貴州省政府主席
- 周西成（1927年4月 - 7月）

貴州省臨時政務委員會主席
- 李燊（1929年6月 - 7月）

貴州省政府主席
- 周西成（1927年7月 - 1929年5月）
- 李燊（1929年6月 - 7月）
- 毛光翔（1929年10月 - 1932年3月）
- 王家烈（1932年3月 - 12月）
- 猶國才（1932年12月 - 1933年4月，暫兼）
- 王家烈（1933年4月 - 1935年4月）
- 吳忠信（1935年4月 - 1936年8月）
- 顧祝同（1936年8月 - 1937年11月）
- 薛岳（1937年5月 - 9月，兼代）
- 孫希文（1937年9月 - 11月，代）
- 吳鼎昌（1937年11月 - 1945年1月）
- 楊森（1945年1月 - 1948年4月）
- 谷正倫（1948年4月 - 1949年12月）

## 中华人民共和国
| 姓名   | 籍贯     | 在任时间                | 曾任最高职务                                              | 备注                                     |
| ------ | -------- | ----------------------- | --------------------------------------------------------- | ---------------------------------------- |
| 杨 勇  | 吉林双城 | 1949年12月－1954年12月  | 中国共产党中央书记处书记 中国共产党中央军事委员会常务委员 | 省人民政府主席 1983年1月6日在北京逝世    |
| 周 林  | 贵州仁怀 | 1954年12月－1965年7月   | 中国共产党中央顾问委员会委员                              | 1997年6月10日北京逝世                    |
| 李 立  | 江西永新 | 1965年7月－1967年2月    | 全国政协常委                                              | 2006年1月19日在北京逝世                  |
| 李再含 | 四川富顺 | 1967年2月－1971年5月    | 贵州省革命委员会主任                                      | 1975年8月14日在大连逝世                  |
| 蓝亦农 | 湖南茶陵 | 1971年5月－1973年9月    | 中共贵州省委第一书记                                      | 省革命委员会主任 1978年5月15日在北京逝世 |
| 鲁瑞林 | 甘肃临夏 | 1973年9月－1977年2月    | 中共贵州省委第一书记                                      | 省革命委员会主任 1999年7月14日在广州逝世 |
| 马 力  | 天津蓟县 | 1977年2月－1979年9月    | 中共贵州省委第一书记                                      | 省革命委员会主任 1979年9月25日在北京逝世 |
| 苏 钢  | 山东乐陵 | 1980年1月－1983年1月    | 中国共产党贵州省顾问委员会主任                            | 2002年9月23日在贵阳逝世                  |
| 王朝文 | 贵州黄平 | 1983年1月－1993年1月    | 全国人大民族委员会主任委员                                |                                          |
| 陈士能 | 浙江嘉兴 | 1993年1月－1996年7月    | 全国人大民族委员会副主任委员                              |                                          |
| 吴亦侠 | 山东莱阳 | 1996年7月－1998年9月    | 中共贵州省委副书记，省人民政府省长                        | 1998年9月14日在北京逝世                  |
| 钱运录 | 湖北大悟 | 1998年12月－2001年1月   | 全国政协副主席兼秘书长                                    |                                          |
| 石秀诗 | 河南商丘 | 2001年1月－2006年7月    | 全国人大财政经济委员会主任委员                            |                                          |
| 林树森 | 广东汕头 | 2006年7月－2010年8月    | 全国政协港澳台侨委员会副主任                              |                                          |
| 赵克志 | 山东莱西 | 2010年8月 - 2012年12月  | 国务委员兼公安部部长                                      | 曾任中共河北省委书记                     |
| 陈敏尔 | 浙江诸暨 | 2012年12月 - 2015年10月 | 现任中共中央政治局委员，天津市委书记                      |                                          |
| 孙志刚 | 河南荥阳 | 2015年10月 - 2017年9月  | 中共贵州省委书记，省人大常委会主任                        | 2024年10月公开宣判                       |
| 谌贻琴 | 贵州织金 | 2017年9月 - 2020年11月  | 现任国务委员                                              |                                          |
| 李炳军 | 山东临朐 | 2020年11月 -            | 现任中共贵州省委副书记，省人民政府省长                    |                                          |